# Uova di pesce

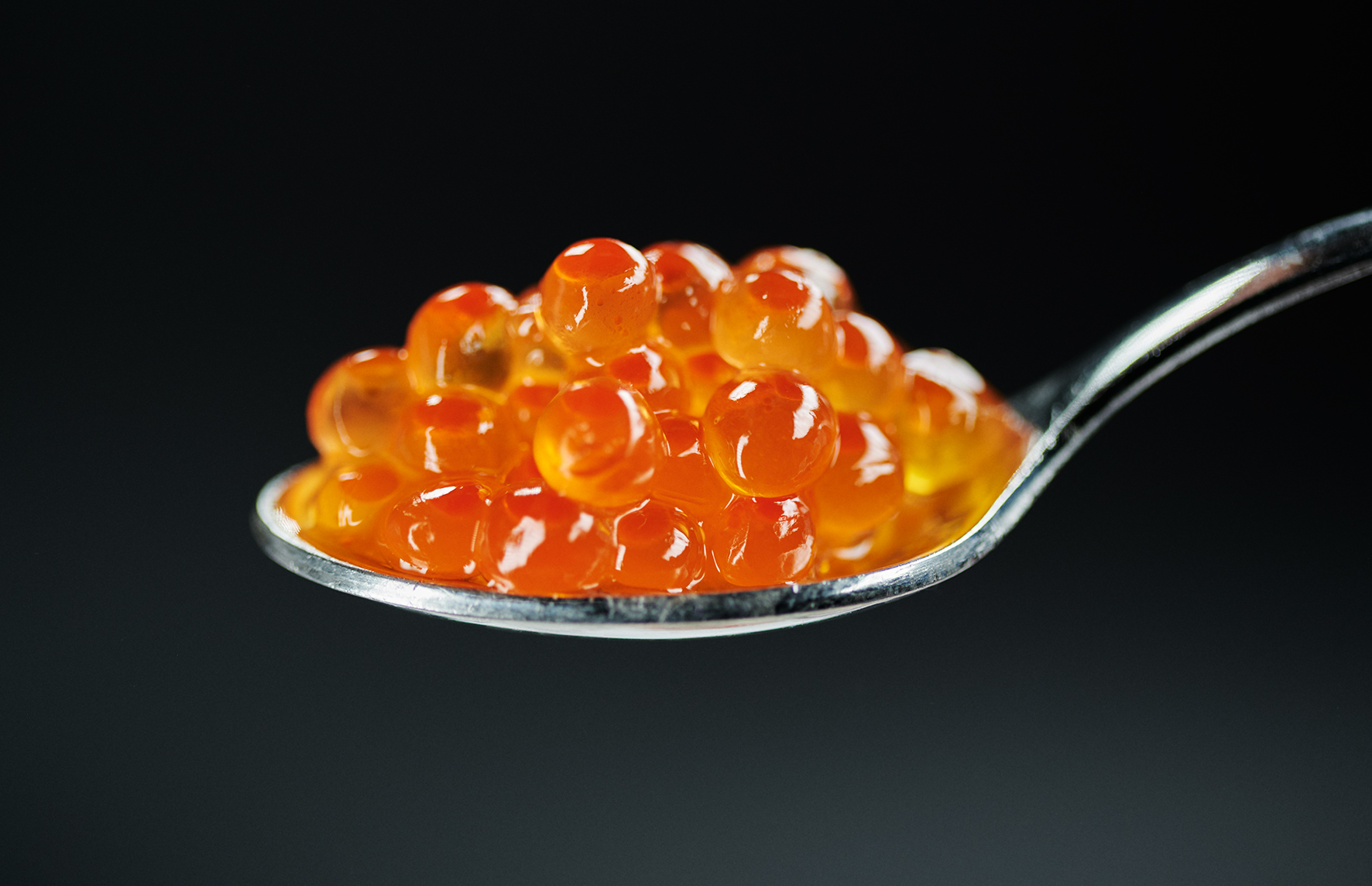
Un cucchiaio di uova di salmone

Per uova di pesce si intende non solo le uova dei pesci veri e propri, ma anche quelle di riccio di mare, gamberetti e di alcune conchiglie. In cucina, può essere usato in molti piatti come un ingrediente cotto o crudo.
Il caviale, considerato una classica prelibatezza culinaria, è costituito da uova di storione.

## Impieghi in diversi paesi

### Giappone
Una grande varietà di tipi di uova di pesce sono usati nella cucina giapponese,
tra cui distinguiamo:

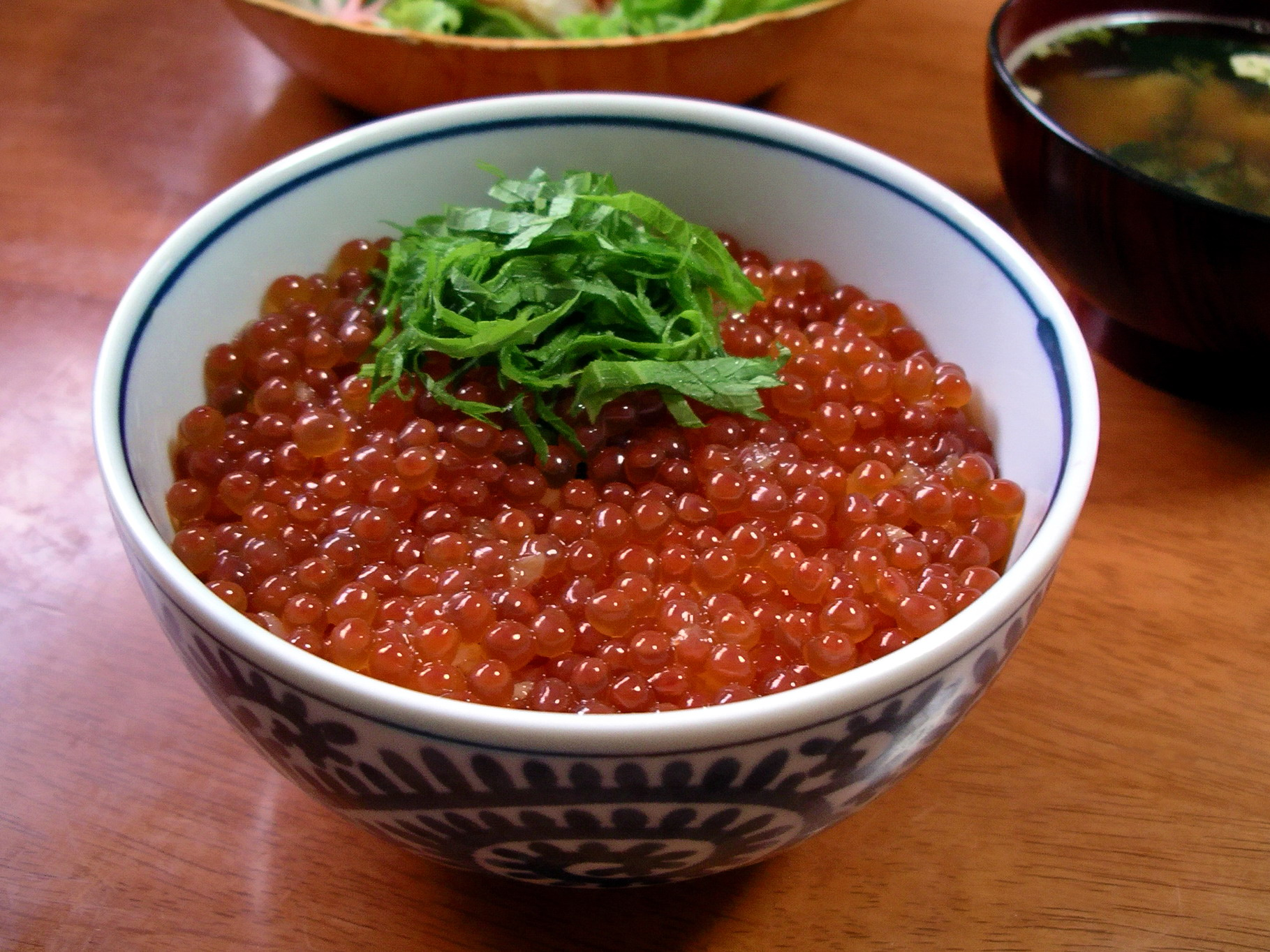
Ikuradon, una ciotola di riso coperto da uova di salmone

- Ikura (いくら) - Uova di salmone. Sono delle grandi sfere dal colore rosso-arancio.

- Kazunoko (数の子/鯑) - Uova di aringa, gialle o rose, con un'apparenza gommosa e salda. Esse, trovandosi in un'unica massa coesiva, danno l'aspetto di un unico pezzo di pesce.

- Mentaiko (明太子) - Uova di merluzzo (pollack dell'Alaska), condite con peperoncino e circondato da una membrana sottile ed elastica. Di solito, il colore di questo piatto è rosa o rosso scuro.

- Tarako (たらこ) - Uova di merluzzo (pollack dell'Alaska) con sale, talvolta alla griglia.

- Tobiko (飛び子) - Uova di pesce volante, di colore rosso-arancione e molto croccante.Uova di riccio di mare

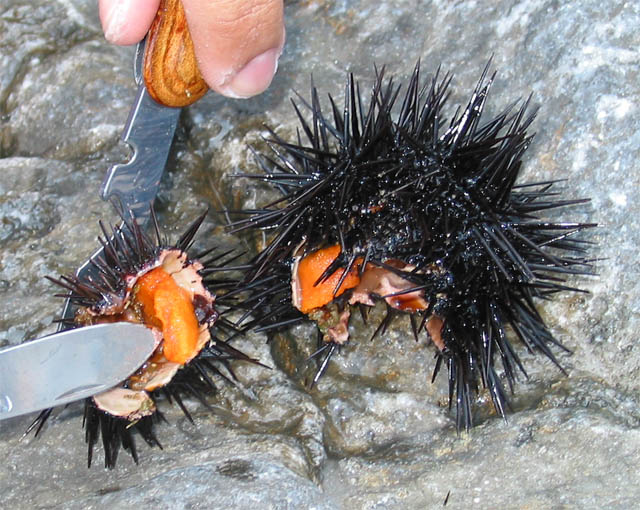
Uova di riccio di mare

- Uni (うに, 雲丹) - Uova di riccio di mare, dall'aspetto molle. Il colore varia dall'arancio al giallo pallido. Vengono consumate sia crude che leggermente cotte. Questo è anche un piatto tipico della cucina coreana, della cucina sushi giapponese e di quella cilena.

- Karasumi (カラスミ, 鱲子) - è una specialità della città di Nagasaki, fatta con uova di muggine.

### Svezia
Un piatto molto popolare in Svezia e in FInlandia è lo smörgåskaviar, una pasta di uova di merluzzo, affumicata e salata, usualmente servita come tartina o ripiano dei panini.

### Danimarca
Le uova di lompo sono usate in vasta scala nella cucina danese, sopra uova sode tagliate a metà, o a fette, sopra dei mucchi di gamberetti, o insieme ad altri pesci o altri frutti di mare.

### Grecia
Le uova di carpa salate e affumicate vengono chiamate tarama, che serve a fare la taramosalata: un piatto greco costituito da tarama con succo di limone, briciole di pane, cipolla ed olio di oliva; viene mangiato come antipasto.

### Italia

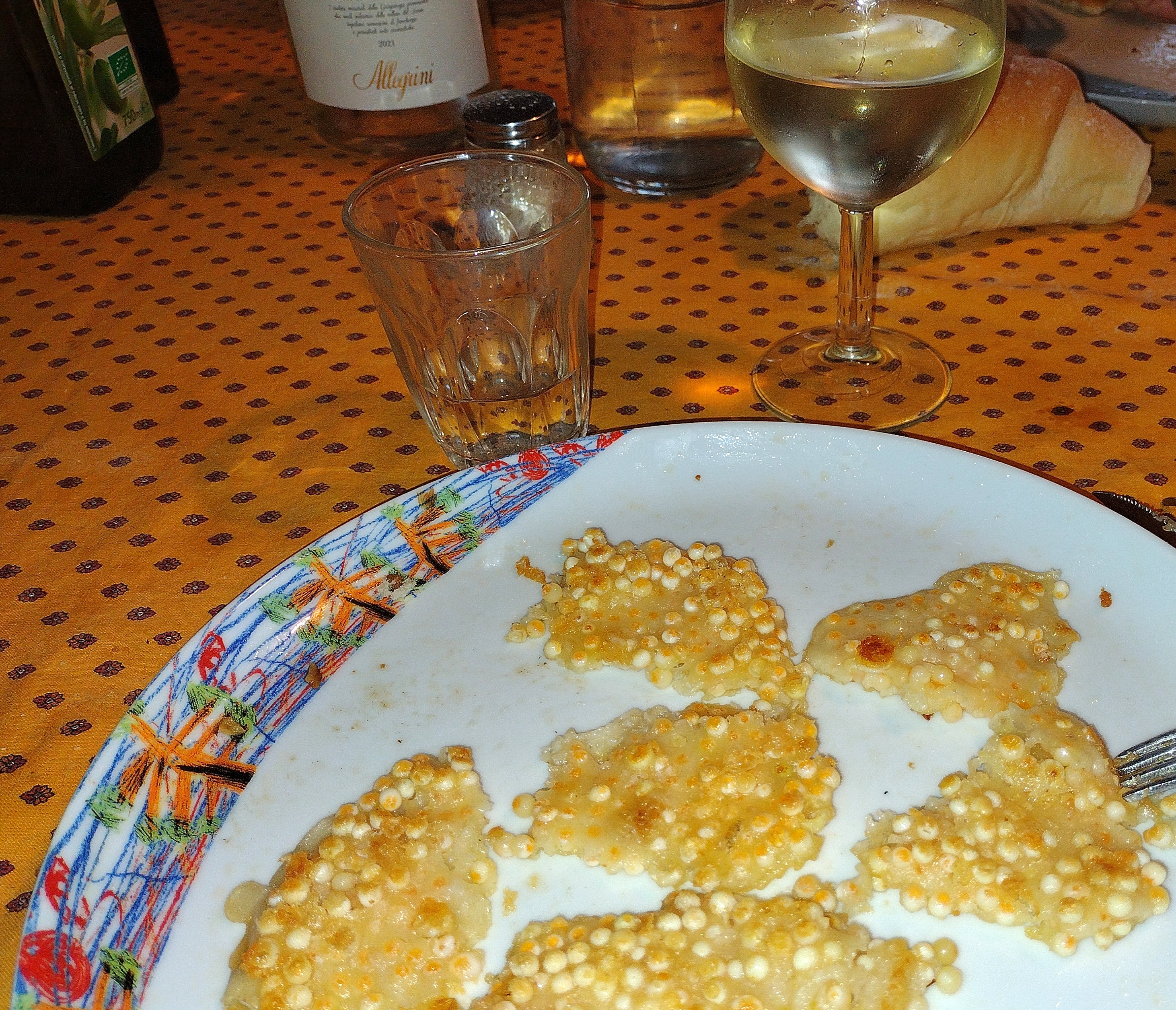
Uova di trota impastellate e fritte

La bottarga è un alimento costituito da uova di pesce essiccate e salate, consumata come guarnizione o come condimento per la pasta. Viene ricavata dalle uova di muggine, di tonno o di pesce spada.
Si consumano inoltre uova di storione (caviale), lompo e cepola.
Le uova di riccio di mare vengono consumate in Sicilia (soprattutto a Palermo), in Puglia e in Sardegna, sia in Street food, crude, prelevate con del pane dal riccio aperto sul momento, oppure preparate in salsa a crudo con olio extravergine di oliva pronte per condire i classici "spaghetti ai ricci di mare". Nelle regioni italiane dove viene consumata la trota, le uova di questo tipo di pesce possono essere usate per realizzare fritture o tartine o per insaporire primi piatti come ad esempio i ravioli.

### Iran
Nelle regioni caspiche del Gilan e del Mazandaran, sono usati molti tipi di uova di pesce. Chiamate ashpal o ashbal, possono essere consumate alla griglia, affumicate, salate o insieme ad altri ingredienti. Se sono salate o conservate, vengono consumate come condimento, mentre se sono fresche, vengono preparate alla griglia, al vapore o fritte insieme a uova per formare un piatto cremoso chiamato "ashpal kuku".

### India e Bangladesh
Le uova di hilsa sono considerate una squisitezza nel Bengala occidentale e in Bangladesh. Di solito sono preparate fritte, anche se si trovano altre preparazioni come le uova schiacciate, con olio, cipolla e pepe o il curry d'uova. In una ricetta tradizionale dello stato del Kerala vengono fritte nell'olio di cocco. Tra la popolazione tribale invece, le uova arrostite all'aperto sono considerate una ghiottoneria. In questa regione sono molto apprezzate anche le uova di Labeo rohita.